# Fanny Smets
Fanny Smets (Colonia, 21 aprile 1986) è un'astista belga, detentrice del record nazionale di specialità.

## Biografia
Smets ha vinto la prima medaglia nazionale nella disciplina nel 2007 e da allora ha proseguito di anno in anno. È stata detentrice del record nazionale per un breve periodo nel 2014, salvo poi essere scalzata da Chloé Henry, poi superata nel 2017; ugualmente anche nelle prestazioni indoor dove, scalzata nel 2019 da Aurélie De Ryck, a Sandnes, con un salto di 4,36 metri, è ritornata ad essere la primatista nazionale.
A livello internazionale, Smets ha debuttato nel 2008 in Coppa Europa a Leiria, arrivando quinta in First League. Nel 2013 ha partecipato a competizioni di più ampio bacino come le Universiadi e i Giochi della Francofonia ed è giunta, nel 2017, ai Mondiali di Londra.

## Palmarès
| Anno                             | Manifestazione           | Sede      | Evento           | Risultato | Prestazione | Note |
| -------------------------------- | ------------------------ | --------- | ---------------- | --------- | ----------- | ---- |
| In rappresentanza del Belgio     |                          |           |                  |           |             |      |
| 2013                             | Universiadi              | Kazan'    | Salto con l'asta | Bronzo    | 4,30 m      |      |
| 2016                             | Europei                  | Amsterdam | Salto con l'asta | 19ª (q)   | 4,35 m      |      |
| 2017                             | Mondiali                 | Londra    | Salto con l'asta | 20ª (q)   | 4,20 m      |      |
| 2019                             | Mondiali                 | Doha      | Salto con l'asta | 20ª (q)   | 4,50 m      |      |
| 2021                             | Europei indoor           | Toruń     | Salto con l'asta | 7ª        | 4,45 m      |      |
| 2021                             | Giochi Olimpici          | Tokyo     | Salto con l'asta | 27ª (q)   | 4,25 m      |      |
| In rappresentanza della Vallonia |                          |           |                  |           |             |      |
| 2013                             | Giochi della Francofonia | Nizza     | Salto con l'asta | Argento   | 4,40 m      |      |